# Денье

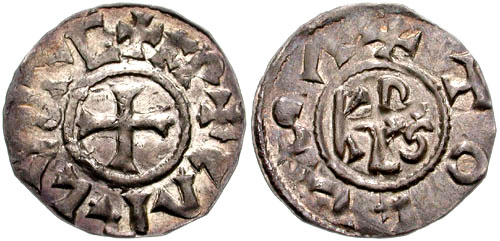
Денье (денарий) Карла Великого

Денье (фр. denier от лат. denarius — денарий) — французская средневековая разменная монета, которая была в обращении во всей Западной Европе со времён Меровингов. Денье (новый денарий) впервые чеканился Пипином Коротким (752—768).
Чеканена в подражание римским денариям.
12 денье составляли счетную единицу солид (соль, су).

Самой мелкой монетой был обол = 1/2 денье.
При Карле Великом (768—814) из одного фунта чистого серебра чеканили 240 денариев весом 1,3 г. В 781 г. по указанию Карла Великого начали чеканить денарий из каролингского фунта (408 грамм). Из каролингского фунта чистого серебра чеканили 240 монет весом около 1,7 г (действительный вес колебался от 1,44 до 1,79 г, диаметр монет 18—21 мм). После смерти Карла Великого стоимость и вес денье постоянно менялись.
При Капетингах (987—1328) монета чеканилась не только королями, но и многими феодалами. Денье Гуго Капета (987—996) чеканился из серебра 416,6 пробы весом 1,2-1,3 г. Самым известным и распространённым был парижский денье, чеканенный при Филиппе II Августе (1180—1223). Из парижской марки серебра (244,75 грамм) 416,6 пробы чеканили 200 монет весом 1,22 грамма (0,509 грамм серебра). Денье стал биллонной монетой.
В XII—XIII веках чеканились ввиду существования во Франции двух разных монетных систем, основанных на парижском и турском ливрах, им соответствовали парижский и турский денье. Из турской марки (233,6 грамм) чеканили 192 монеты весом 1,16 г (0,365 грамм серебра).
Когда в XIII в. появился грош турский, а затем грош парижский, то 12 денье стали равняться 1 грошу.
В XIII в. денье стал стандартной серебряной монетой Западной Европы, а английский средневековый серебряный пенни является фактически разновидностью денье. С течением времени денье сильно обесценился. При Филиппе I в 1103 г. монета содержала 1/3 меди, а при Людовике VI (1108—1137) — половину меди.
Чеканили также монету двойной денье, в XIV веке появилась монета достоинством 3 денье — лиард.
В XVI веке выпущены первые медные монеты денье и двойной денье. Медный денье весил чуть более 1,5 г (диаметр 18 мм), двойной денье — свыше 3 г (диаметр 20 мм).

Номинал был обозначен на реверсе: DENIER TOVRNOIS, DOVBLE TOVRNOIS.

Медный денье на тот момент стал самой мелкой монетой Франции.

Во второй половине XVII века из меди стали чеканить также лиард (= 3 денье) и монету 4 денье.
В годы Семилетней войны (1756-63) медный денье был выпущен в последний раз — на этот раз в герцогстве Брауншвейг-Люнебург в 1758 году: это была монета для выплаты жалования французским войскам.
В XVIII в. выпускались медные лиарды номиналом в 4 денье, или 1/3 су.
Во времена правления Людовика XVI (1774—1792) низкопробный серебряный денье стоил всего лишь 1/10 каролингского денария, и его перестали выпускать.